# Eczemotellus subtilipictus
Eczemotellus subtilipictus är en skalbaggsart som beskrevs av Heller 1924. Eczemotellus subtilipictus ingår i släktet Eczemotellus och familjen långhorningar.
Artens utbredningsområde är Filippinerna. Inga underarter finns listade i Catalogue of Life.